# 44 Gatos
44 Gatos é uma série de televisão italiana de desenho animado pré-escolar. Desenvolvido em colaboração com Antoniano di Bologna e a RAI, a série é produzida e distribuída pelo estúdio Rainbow (co-propriedade da Viacom). Os canais Nickelodeon da Viacom transmitem 44 Gatos pelo mundo, enquanto a Rai YoYo exibe a série na Itália. A série segue as aventuras de quatro gatinhos que compõem um grupo musical chamado Buffycats.
A série foi inspirada por uma canção da competição Zecchino d'Oro de 1968, chamada "Quarantaquattro gatti".

## Episódios
| Temp. | Temp. | Eps. | Estreia RaiYoYo        | Estreia RaiYoYo         | Estreia Discovery Kids | Estreia Discovery Kids |
| Temp. | Temp. | Eps. | Estreia                | Final                   | Estreia                | Final                  |
| ----- | ----- | ---- | ---------------------- | ----------------------- | ---------------------- | ---------------------- |
|       | 1     | 52   | 12 de novembro de 2018 | 26 de maio de 2019      | 18 de março de 2019    | 24 de dezembro de 2019 |
|       | 2     | 52   | 2 de março de 2020     | 14 de fevereiro de 2021 | 26 de outubro de 2020  | 22 de dezembro de 2021 |

## Personagens
- Vovó Pina (Principal)
- Lampo  (Principal)
- Almôndega (Principal)
- Pilou (Principal)
- Milady (Principal)
- Gás
- Winston
- Boss
- Blister e Scab
- apanhadores de gatos (Bert e Brutos)
- Piperita (chef de cozinha)
- Igor
- Gabi (gata repórter)
- Snug (Gato Mascarado)
- Cosmo
- Neko
- Ambrosio
- Snobine
- os cães Terry, Sandy, Zoe e Buck
- Aligat (gato mecânico)
- Flora
- Choco e Late
- Creme (Gato Sorveteiro)
- Floresta
- Olympio
- Baby Pie
- Dr. Fisby
- Astrid (A gata alienígena)
- Edson (o gato cientista)
- Mestre Cato (professor de Gato-Fu)
- Lola (a gata bailarina)
- Ginny (porquinha-da-índia)
- Quatermain (o gato arqueólogo)
- Os gatos de preto
- As patas Rosadas
- Hope
- Bongo (o orangotango branco)
- Kataly (o camelo)
- Tutangatomon

### Dublagem
| Personagens | Dubladores no Brasil                    | Dubladores na Itália |
| ----------- | --------------------------------------- | -------------------- |
| Lampo       | João Victor Granja                      | Federico Campaiola   |
| Milady      | Bianca Alencar                          | Gea Riva             |
| Almôndega   | João Victor Bez Do Nascimento           | Francesco Falco      |
| Pilou       | Ana Lúcia Menezes                       | Michela Alborghetti  |
| Vovó Pina   | Carla Dias (1ª voz)Geisa Vidal (2ª voz) | Joy Saltarelli       |